# Peine de mort au New Hampshire
Le New Hampshire a officiellement rétabli la peine de mort en 1991 et l'a abolie vingt-huit ans plus tard en 2019 ; il n'a depuis prononcé aucune condamnation à mort jusqu'en 2008. Toutefois deux personnes durant la fin de l'année 2008 ont été poursuivies et ont vu requérir la peine de mort à leur encontre. Il s'agit de Michael Addison pour le meurtre d'un policier à Manchester et de John Brooks, un millionnaire reconnu comme instigateur du meurtre d'un de ses employés lors d'un enlèvement, croyant que celui-ci l'avait volé. Les deux affaires ont attiré l'attention des médias et à la suite d'un sondage il a été constaté que 57 % des habitants de l'État jugeaient la peine de mort pour les assassins de policiers comme « un maximum acceptable ». Jusqu'alors le New Hampshire était considéré comme un État politiquement opposé à la peine de mort ; les deux chambres législatives ont même voté à plusieurs reprises des lois d'abolition mais toutes ont reçu un veto par les gouverneurs successifs.
L'avocat de Brooks (blanc) a affirmé que la réquisition formulée contre son client était politiquement motivée par la volonté de contrebalancer celle contre Addison (noir). Brooks a finalement été condamné à la perpétuité réelle ; Addison s'est vu infliger la première condamnation à mort depuis 1959 dans cet État. Le jury a pris cette décision après treize heures de délibération, décision qui a réjoui la famille du défunt et l'avocat général de l'État.
La loi actuelle prévoit toujours le recours à la pendaison, seulement si l’injection létale « ne peut pas être effectuée ». Le New Hampshire n’a pas de salle d’exécution. Howard Long fut le dernier condamné à mort à avoir été pendu dans cet État en 1939.
En 2009, la chambre a de nouveau voté pour abolir la peine de mort, mais le gouverneur John Lynch a promis de mettre son veto si cette loi était votée au Sénat. À la place, il a été décidé d'instaurer une commission pour étudier le sujet. Le 7 mars 2019, la chambre des représentants vote par près de deux cents voix d'écart l'abolition de la peine de mort. Le 11 avril le projet d'abolition est soumis à la votation du sénat qui le valide par onze voix d'écart. Cependant le 3 mai le gouverneur du New Hampshire, Chris Sununu impose son veto, qui est balayé les 23 et 30 mai 2019 par un second vote de la chambre des représentants puis du sénat, faisant du New Hampshire le 21e état à abolir la peine de mort aux États-Unis. L'abolition n'est cependant pas rétroactive et Michael Addison, condamné à mort en 2008 reste potentiellement exécutable. 

## Exécutions entre 1991 et 2019
Les exécutions ont lieu à Concord à la New Hampshire State Prison for Men
| Criminel | Date | Méthode(s) | Crime(s) | Gouverneur |
| -------- | ---- | ---------- | -------- | ---------- |

## Condamnés à mort
En mai 2019, le couloir de la mort du New Hampshire compte un condamné. Entre 1991 et 2019, aucun condamné n'a été gracié dans le New Hampshire. 
| Criminel        | Date de condamnation | Crime(s)                                                                                               | Note(s) |
| --------------- | -------------------- | --- | ------- |
| Michael Addison | 18 décembre 2008     | Meurtre en 2006 d'un policier en lui tirant dessus, alors que ce dernier intervenait pour une dispute. |         |